# Casa din Piața Romanilor nr. 4 (Timișoara)
Casa din Piața Romanilor nr. 4 (inițial Piața Coronini) este un monument istoric din Timișoara. Edificiul face parte din Situl urban „Fabric” (II), monument istoric cod LMI TM-II-s-B-06097.

## Istorie
Clădirea a fost construită în secolul al XIX-lea. La apartamentul cu numărul 5 din această clădire a locuit pictorul maghiar József Ferenczy, după moartea lui, văduva sa, care a continuat să locuiască aici, datorită situației materiale precare, a încercat să își asigure existența prin vânzarea operelor artistului și a diferitor obiecte din apartement, anunțuri publicitare fiind prezente în ziarele vremii până la începutul anilor 1930. De asemenea, aici a locuit Andreas (András) Granovszky, meșter pietrar care a realizat monumente funerare și pentru eroii Primului Război Mondial, cruci de hotar și sat și coloane cu nișe pentru așezarea în sate a unor statui. Acesta a deținut ateliere în Timișoara Fabric, pe str. 3 August 1919 (fostă Andrássy), la nr. 8, în Iosefin pe str. Brătianu nr. 10 și în Jimbolia.
În clădire au mai funcționat, în perioada interbelică, biroul de contabilitate și servicii vamale „Orizontul” și farmacia Schul.

## Descriere
Clădirea este realizată în stil eclectic istoricist, având 2 niveluri. Printre detaliile care ies în evidență se enumeră bosajele prezente la abele niveluri.